# Église Saint-Julien-et-Sainte-Basilisse d'Azille
L'église Saint-Julien-et-Sainte-Basilisse d'Azille est une église située en France sur la commune d'Azille, dans le département de l'Aude en région Occitanie.
L'église Saint-Julien et Sainte-Basilisse fut construite au 14ème siècle, probablement dans la première moitié du siècle puisque c'est en 1351 qu'il est fait mention de cette église pour la première fois.

## Localisation
L'église se trouve au cœur du bourg.

## Historique
Saint Julien et Sainte Basilisse sont originaires de Syrie ; ils vécurent aux 3ème et 4ème siècles. Leur culte se répandit tôt en Occident. Saint-Julien fut martyrisé en 313; à cause de sa charité, il fut surnommé «l'hospitalier ». 
L'église Saint-Julien et Sainte-Basilisse fut construite au XIVe siècle, probablement dans la première moitié du siècle puisque c'est en 1351 qu'il est fait mention de cette église pour la première fois.
Ainsi c'était une église récente que le Prince Noir a vu quand il a pillé le Languedoc lors de sa chevauchée en octobre et novembre 1355.
Azille avait la particularité d'avoir deux églises paroissiales, Saint-Julien Sainte-Basilisse et Saint-André, du 11ème siècle jusqu'à 1790. A l'extérieur du village : Saint-Pierre de Jouarres était une autre église paroissiale, ainsi que les églises Saint-Etienne de Vaissières (Tersan) et Saint-Cyprien de Floris (Saint-Cerbier).
Elle fait l'objet d'un classement au titre des monuments historiques depuis le 11 décembre 1912.

## Description
L'église est typique du style gothique languedocien (comme l'église voisine de Pépieux). Elle est construite en pierre de grès du pays. Les pierres, de taille moyenne, s'effritent partiellement, soulignant sa sobriété et sévérité de l'ensemble.
Le clocher carré est remarquable pour sa taille et sa hauteur. Il se situe à l'ouest du bâtiment, un peu vers le sud par rapport à l'axe de la nef.  
Une tour polygonale au nord-ouest contient un escalier en colimaçon qui mène aux différents niveaux du clocher et finit devant les cloches de l'horloge.
Le porche, qui date probablement du XVe siècle, fait face au sud pour protéger l'entrée du « cers» (vent du nord).
La nef unique (18 m de long et 14 m de large) comporte trois travées. Sa grande hauteur a nécessité la construction de contreforts considérables.
Les chapelles latérales sont construites entre les contreforts, ce qui souligne, de l'extérieur, son apparence de solidité. 
En entrant, sont présentes les chapelles de Notre-Dame de la Santé, de Saint-Joseph et de Saint-Roch, à gauche, et à la droite, les chapelles des Âmes du Purgatoire, du Sacré-Cœur et de la Vierge Marie.

## Mobilier
Les fonts baptismaux, en grande partie en marbre de Caunes, sont protégés par une grille ; ils sont situés au pied du clocher. Un aquamanile est visible au-dessus des fonts.
Dans la chapelle de Notre-Dame de la Santé se trouve la remarquable statue de la Vierge Marie avec l'enfant Jésus du XIVe siècle en pierre polychrome. L'expression des visages est à noter.
Entre les chapelles de la Vierge Marie et du Sacré-Cœur figure une statue du Christ sur une croix en fer forgé. Elle était antérieurement place de la Mission, qui faisait jadis partie des terres du monastère des Clarisses.
Les fresques de Pauthe datant de 1874, situées face au jubé, méritent aussi l'attention ainsi que la croix de procession et la peinture représentant une « Descente de la Croix » (1688) à l'extrémité de la nef.
La plus grande partie du mobilier date du XVIIIe siècle : les pièces d'autel des chapelles et les balustrades sont en marbre de Caunes, la chaire est en marbre polychrome ainsi que l'autel et ses bustes.
Le tabernacle ancien de la même période a été placé dans la chapelle de Saint-Joseph.